# Игор Грабар
Игор Емануилович Грабар (рус. И́горь Эммануи́лович Граба́рь; Будимпешта, 25. март 1871  – Москва, 16. мај 1960) био је руски постимпресионистички сликар, издавач, рестауратор, историчар уметности и државни службеник. Грабар је потомак богате русинске породице, школовао се код Иље Рјепина у Санкт Петербургу и код Антона Ажбеа у Минхену. Свој врхунац у сликарству достигао је 1903–1907 и био је познат по необичној сликарској техници која се граничи са поентилизмом и његовим приказом снега.
Крајем 1890-их Грабар се етаблирао као ликовни критичар. Године 1902. придружио се Мир Искуства, иако су његови лични односи са вођама покрета Сергејем Дјагиљевим и Мстиславом Добужинским били далеко од пријатељских. У периоду 1910–1915, Грабар је уредио и објавио свој магнум опус Историја руске уметности. На Историји су радили најбољи уметници и критичари тог периода; Грабар је лично писао део о архитектури који је постао непревазиђени стандард разумевања и представљања теме. Истовремено је написао и објавио серију књига о савременим и историјски важним руским сликарима.
Године 1913. именован је за извршног директора Третјаковске галерије где је покренуо амбициозан реформски програм који је трајао до 1926. године. Грабар је проширио колекцију Третјакова у модерну уметност и 1917. објавио њен први свеобухватни каталог. Током 1921. Грабар је постао професор на Московском државном универзитету.
Као искусни политичар, он је остао на врху совјетског уметничког естаблишмента до своје смрти, искључујући кратко добровољно пензионисање у периоду 1933–1937. Руководио је уметничко-рестаураторским радионицама (данашњи „Грабар центар”) током 1918–1930 и од 1944. до 1960. године. Грабар је активно учествовао у редистрибуцији некадашње црквене уметности коју су бољшевици национализовали и оснивао нове музеје за заплењено благо. Он је 1943. формулисао совјетску доктрину компензације губитака културних и уметничких добара у Другом светском рату уметнинама опљачканим у Немачкој. После рата је саветовао Јосифа Стаљина о очувању архитектонског наслеђа.

## Биографија

### Порекло породице
Емануил Храбар (1830–1910), отац Игора Грабара и његове старије браће Беле и Владимира (будући експерт за право, 1865–1956), био је етнички Русин правник и политичар проруске оријентације. У Угарски сабор је изабран 1869, истовремено одржавајући везе са славенофилима у Москви и Руском посланству. Олга Храбар (1843–1930), мајка Игора и Владимира, била је ћерка русинског проруског, антикатоличког политичара Адолфа Добријанског (1817–1901). Према мемоарима Игора Грабара, Добрјански је водио подземну мрежу послушних следбеника. Добрјански и његова група, несвесни реалности живота у Руској империји, приклонили су се њеној званичној доктрини православља, аутократије и националности; Добријански, као богат човек и истакнутог порекла, је чак имитирао начин живота руског властелина у ситним детаљима; два његова сина су приступила царској руској служби. Добрјански је хвалио гушење мађарске револуције 1848. од стране руских трупа, којих су се плашили његови русински сељаци.
Почетком 1870-их, мађарска влада је приморала Емануила Храбара да напусти земљу. Олга са децом остала је под присмотром полиције у имању Добрјански у Чертижнеу (сада у Словачкој). Године 1880. Храбари су се привремено поново окупили у Русији. Емануил је положио квалификациони испит да предаје немачки и француски и настанио се код Игора и Владимира у Јегорјевску. Олга се вратила у Мађарску да настави проруску пропаганду; 1882. она и њен отац су коначно ухапшени због издаје и изведени на суђење које је изазвало сумњу јавности да је реч о полицијској провокацији. Ослобођена је због недостатка доказа и емигрирала је у Русију до краја живота. У Русији су Храбари живели под именом Храбров; Игор Грабар је обновио своје право презиме почетком 1890-их.

### Образовање
Грабар (тада Храбров) је похађао средњу школу у Јегорјевску, где је његов отац предавао стране језике. Део часописних публикација која је пратила убиство Александра II из Русије 1881. дала му је први подстицај за цртање. Године 1882. Храбарови (Храброви) су се преселили у Кијев, ближе наставку суђења њиховој мајци и деди; касније исте године, Емануил Храбар је прихватио именовање у Измаил. Послао је Игора у интернат Михаила Каткова у Москви; управник се одрекао школарине сродном словенофилу. Игор Грабар, заинтересован за цртање, убрзо је успоставио контакте са студентима Московске школе за сликарство, вајање и архитектуру и већ афирмисаним уметницима: Абрамом Архиповом, Василијем Поленовим и Шукиновим, богатим меценама. Услед неопходности новца у кешу, сликао је портрете колега студената уз накнаду.
Године 1889. Грабар је примљен на Правни факултет Универзитета у Санкт Петербургу; зарађивао је за живот продајом кратких прича часописима и убрзо је постао уредник Шута „најслабијег хумористичког часописа“ који је ипак добро плаћао. Његове илустрације књигама Николаја Гогоља, потписане под Игор Храбров, инспирисале су младог Александра Герасимова (рођеног 1881), али је Грабар углавном остао по страни од цртања. Касније се жалио да га је таблоидна боемија потпуно обузела. На другој години факултета, Грабар је прешао у угледни часопис Нива. Бирао је графике за Ниву и писао есеје о савременим сликарима, али још није имао довољно утицаја да промени политику часописа. Часови на правном одсеку били су неинспиративни и Грабар је више времена проводио на предавањима из историје и сликарској школи Павла Чистјакова, али је ипак успео да дипломира право у року априла 1893.
Крајем 1894. уписао се у класу Иље Рјепина на тек коренито реформисаној Империјалној академији уметности. Његови другови из разреда, прва „потрошена“ постреформска група, били су Алексеј фон Јавленски и Маријана фон Верфкин који су га упознали са француским импресионизмом, Константин Богајевски, Александар Мурашко, Николај Рерих и Аркадиј Рилов.
Филип Маљавин, Константин Сомов, Дмитриј Кардовски такође су студирали са Грабаром, али су примљени раније. Грабар је доживотно остао „ватрени обожавалац“ Рјепина, али је убрзо постао незадовољан својим студијама и у јулу 1895. отишао је на кратко студијско путовање по Западној Европи које је финансирао часопис Нива.

### Минхен
Његов повратак у Санкт Петербург га је коначно убедио да напусти Академију; маја 1896. он и Кардовски су преко Берлина и Париза отишли за Минхен; Јавленски и Верефкин су им се придружили касније током лета. Уписали су приватну сликарску школу коју је водио Антон Ажбе. Грабар, који је убрзо постао Ажбеов помоћник, оценио га је као „слабо надареног сликара, одличног цртача и изванредног учитеља“.
Две године касније, када је Грабар био спреман да напусти Ажбеа, понудила му се прилика да отвори сопствену школу; Ажбе је направио контрапонуду, чиме је Грабар постао равноправан партнер. Партнерство је трајало мање од годину дана, од јуна 1899. до пролећа 1900, када је Грабар прихватио уносну понуду кнеза Шчербатова и напустио Минхен.
Грабар је одржавао блиске везе са петербуршким уметницима и издавачима. У јануару–фебруару 1897. Грабар је, приликом редовног писања за Ниву, објавио чланак у којем брани авангардну уметност од Владимира Стасова, стварајући ефекат бомбе и нехотице изазивајући Стасовљеву кампању против Рјепина као декана Академије. Још један чланак објављен 1899. изазвао је сукоб између Иље Рјепина и Мира искусства.
Живот у Минхену је такође побудио Грабарово интересовање за архитектуру и њену историју, што је убрзо постало његово друго занимање. До 1901. Грабар је завршио школовање за архитекту на Минхенском политехникуму, али није полагао завршне испите.

### Мир Искуства
Током 1901–1902, Грабар је приказао дванаест својих слика на изложби Мир Искуства; ово су били први „истински француски“ импресионистички радови које је у Русији приказао руски сликар. Једна слика је купљена и изложена у Третјаковску галерију, друге су биле продате на аукцији за приватне колекције.
Током 1903–1907 постала је Грабарова највиша тачка у сликарству; према Грабаровој аутобиографији, самит (фебруар–април 1904) се поклопио са почетком руско-јапанског рата. У овој периоду примењивао је умерени дивизионизам са елементима поентилистичке технике.
Три слике из овог периода које је сам Грабар сматрао суштинским (Мартовски снег и Гомиле снега) наишле су на широк и генерално позитиван одјек критике.
Казимир Маљевич је написао да би се, да није било линеарне перспективе коју је Грабар сачувао у свом мартовском снегу „као остатак наратива из деветнаестог века“, цела слика стопила у „уједначену сликарску фактуру“ без јасно дефинисаних предњих и средњих равни.
Године 1905. Грабар је отпутовао у Париз да проучава нова дела француских постимпресиониста и променио технику у корист потпуног раздвајања боја. Иако је Грабар ценио и проучавао Сезана, Гогена и Ван Гога, он је за „краља сликара“ сматрао пре свега Дијега Веласкеза.
Крајем 1905. и почетком 1906. године, када је Москва горела услед немира и гранатирања, Грабар се позабавио још једном изазовном темом, мразом, истовремено улажући све више времена у писање и уређивање. Снег и зима уопште, остали су му омиљена сликарска тема.
Односи између Грабара и оснивача Мир Искуства били су затегнути. Сергеј Дјагиљев је толерисао Грабара као значајан пословни плус, али га се плашио и није му веровао као потенцијалном новом лидеру покрета. На чињеницу да Грабар има финансијску подршку се такође гледало са подрозењем. Валентин Серов је био можда једини члан који се према Грабару односио са симпатијама.
Грабар је користио средства Шчербатова и Надежде фон Мек за покретање сопственог краткотрајног уметничког друштва које није успело да уздрма Мир Искуства и убрзо се распало. Мемоари тог периода, иако пристрасни, указују да је и сам Грабар био тешка личност. Према Александру Беноа, Грабар је према колегама практиковао неприхватљиво покровитељски тон и истовремено није имао апсолутно никакав смисао за хумор. Његов таленат и енциклопедијско знање нико није доводио у питање, али Грабар није био у стању да убеди људе и било је тешко да са њима живи у малим срединама попут Мир Искуства. Као резултат тога, 1908. Грабар је потпуно прекинуо однос са покретом и потом неуспешно покушао да покрене сопствени уметнички часопис.

### ГрабароваИсторија
Исте 1908. Грабар је напустио сликарств ради писања; постао је главни уредник и писац серије књига Јозефа Кнебела о руским уметницима и руским градовима. Убрзо је прикупио мноштво историјских чињеница и одлучио да објави свеобухватну Историју руске уметности. Грабар се у почетку концентрисао само на управљање пројектима, препуштајући главно писање Александру Беноау, али када се овај повукао у мају, Грабар је био приморан да преузме посао писања. Он се концентрисао на архитектуру; тек тада је схватио да руска архитектура 18. века и ранијих периода никада није била правилно проучавана. Грабар се закључао у архиву да проучава ту тему годину дана; јула 1909. узео је кратак одмор од писања и дизајнирао болницу Паладијан Захарин у данашњем Химкију, која је завршена почетком Првог светског рата и која ради до данас.
Први број Историје штампан је 1910. године; Излажење је престало са 23. бројем почетком 1915. године када су у антинемачком погрому спаљене Кнебелова штампарија и тамо похрањена Грабарова архива. Од 2.630 страница историје, 650 — тема о архитектури — написао је Грабар. Историја је спојила радове водећих архитеката, уметника и критичара тог периода. Иван Билибин, који је реализовао фотографије народне архитектуре, је говорио да смо „стару архитектуру почели да ценимо тек после Грабарове књиге“. Од укупно 2,630 страна у Историји, 650 страница везаних за архитектуру је написао Грабар.
Грабарови мемоари се, међутим, фокусирају на неуспехе његових коаутора: од свих сарадника само је Фјодор Горностајев похваљен за свој део посла.
Грабарови претходници нису елаборирали како се уметност, а посебно архитектура уклапају „у велику историјску шему“; његова Историја постала је прво свеобухватно дело које је покушало да реши тај задатак. Грабар, прихватајући сада стандардну периодизацију руске историје, применио је исту шему на историју архитектуре и нагласио улогу индивидуалних монарха у њој. Његово виђење транзиције из наришкинског барока, врхунца московске архитектуре, у позајмљени европски петровски барок као органски процес, међутим, било је спорно од самог почетка и, према Џејмсу Крејфту, није могло да објасни нагли пропаст националне архитектуре под Петром Великим и његовим наследницима. Грабарвљев сопствени концепт „московског барока“, вероватно под утицајем Хајнриха Волфлина, „није сасвим доследан или јасан“. Совјетски историчари задржали су целокупну Грабарљеву поделу, запечативши „упорни недостатак јасне и доследне, архитектонски конфигурисане периодизације руске архитектонске историје“. Грабаров концепт московског барока је доведен у питање, његов термин украјински барок је одлучно одбачен од стране колега, док је белоруски барок постао „стални део совјетске науке“.
Поједина Грабарова схватања и атрибуције су одбачене. На пример, опис зграде Амбасадорског приказа из 1591. засновао је на „фантастичној и грубо искривљеној“ скици Швеђанина који је посетио Москву након што је зграда срушена и замењена новом.
Такође се доводи у питање његова атрибуција и периодизација Меншиковљеве куле. Ипак, Џејмс Крејфт је Грабара сврстао на прво место „у целој области руске историје уметности“, Дмитриј Швидковски је написао да Грабарљевова Историја у целини „остаје непревазиђена“, док је Вилијам Крафт Брамфилд приметио њену „огромну важност“ за очување средњовековног наслеђа.

### Третјаковска галерија
Управни одбор Третјаковске галерије је 2. априла 1913. изабрао Грабара за свог повереника и извршног директора. Прихватио је именовање под условом да му повереници дају неограничена овлашћења у реформисању галерије. Касније је писао да би, да је унапред знао тежину овог терета, одступио, али је, неискусан у јавној политици, зграбио прилику да „буде тамо“, међу предметима о којима говори његова Историја. Грабар је планирао да прошири бившу приватну колекцију у свеобухватан излог националне уметности, укључујући контроверзне руске и француске модернистичке слике. Исцртао је програм уметничких, научних, образовно-просветитељских и друштвених промена и на крају претворио галерију у европски музеј.
Грабар је почео са преуређивањем слика у јавној поставци галерије. Када је галерија поново отворена у децембру 1913, главна анфилада њеног другог спрата била је уочљиво завршена епом Василија Сурикова Феодосија Морозова. Први спрат је сада био испуњен потпуно новим делима - савременим француским сликарима и младим руским ауторима попут Кузме Петрова Водкина и Мартироса Саријана. Почетком 1915. године Грабарове одлуке о куповини нових уметничких дела изазвале су јавни скандал у који су били укључени практично сви јавно познати уметници. Виктор Васњецов, Михаил Нестеров, Владимир Маковски и Грабаров бивши спонзор Шчербатов позвали су на хитан прекид његовог мандата. Дебате су настављене све до јануара 1916, када је московска градска већница у потпуности одобрила Грабарову реформу. Грабар је своја достигнућа сажео у каталогу Галерије из 1917. године, првом те врсте.
Руска револуција 1917. имала је двоструки ефекат на галерију. Колапс монетарног система и градских комуналија довео је галерију у „заиста катастрофално стање“ које је једва поправљено национализацијом у јуну 1918. Истовремено, галеријска збирка је брзо расла, упијајући национализоване приватне и црквене збирке и раније независне мале музеје. Једна по једна изложбене просторије галерије су претваране у складишта уметнина а и затваране за јавност. До 1924. године галерија је имала четири придружене сале. Од 1925. године располагала је делима страних мајстора, али ове мере нису могле да надокнаде прилив нових фондова. Физичко проширење зграде постало је први приоритет, а 1926. године Грабара је заменио архитекта Алексеј Шчусев.

### Успех под Бољшевицима
Године 1918. Грабар је преузео вођство Секције за музеје и заштиту совјетске владе, Музејског фонда и државних рестаураторских радионица у Москви, поставши де факто главни кустос уметности и архитектонског наслеђа за целу московску област. Како су прописали бољшевици у децембру 1918, Грабарове институције су каталогизовале сву познату баштину, „у акцији равној конфискацији“ те упркос наставку рата многа национализована обележја су била заправо обновљена. Грабарову групу, као и савремену Горкијевску комисију, потресао је сукоб две струје. Он је успешно искористио све савезнике које је могао да регрутује међу амбивалентном совјетском бирократијом, почевши од комесара за образовање Анатолија Луначарског, и чак је успео да задржи свој богаташки начин живота из прошлости.
Од 1919. године Грабар је своју наруџбу усмерио на документовање и очување православних црквених зидних слика и икон. Прва експедиција у Јарослављу 1919. лоцирала је и рестаурирала раније непозната дела из 12. и 13. века. Рестауратори Фјодор Модоров, Григориј Чириков и фотограф А. В. Љадов наставили су проучавање северне црквене уметности током 1920-их и до 1926. године направили прву свеобухватну студију икона и процену дрвених цркава у којима су се налазиле. Грабарова радионица за рестаурацију икона постала је међународно позната; Алфред Х. Бар, млађи, који је посетио Москву 1927–1928, писао је о Грабаровој технологији „са великим ентузијазмом“. „Управо Грабару, више него било ком другом појединачном научнику, Русија дугује поновно откривање својих икона.
Ова именовања су Грабара неизбежно сврстала у врх совјетске бирократске машинерије за конфискацију црквеног и у мањој мери, приватног уметничког блага. Беноа, који је напустио земљу, презирао је Грабара што је „уклонио принцезу Мешерску од њеног Ботичелија“. Грабар је прихватио чињеницу бољшевичке експропријације и концентрисао се на очување уметничког блага и рад на сталним поставка у локалним музејима. Његов и предлог Романа Клајна да се цео московски Кремљ претвори у јавни музеј није успео, а Кремљ је брзо преузела комунистичка влада за своје потребе. Међу ремек-делима пронађеним током ових кампања била је Мадона из Тагила узета из куће Демидов и коју је Грабар приписао Рафаелу. Већина је, међутим, завршила на иностраним аукцијама. Мање формални покушаји појединачних уметника да прикупе новац кроз аукције у Сједињеним Државама су пропали: изложба 1924. у Њујорку привукла је 17 хиљада посетилаца, али је прикупила само 30.000 долара и Грабар је признао „Не знамо шта да радимо“.

### 1930-их година
Током 1930. Грабар је напустио све своје административне, академске и уређивачке послове и функције, чак и функцију уредника Велике совјетске енциклопедије, и концентрисао се на сликарство. Сам Грабар је написао: „Морао сам да бирам између свакодневног растућег административног оптерећења и стварања... Нисам имао избора. Лична пензија коју сам доделио Совнарком убрзала је моје пензионисање.“ Према Барановском и Хлебниковој, на одлуку је утицала смрт његове мајке; у уметничком раду је тада скренуо пажњу на проблеме старости, старења и смрти. Према Колтону, промена је уследила након кампање рушења унутар Кремља (манастир Чудов) и широм Москве. Конзерваторско Старомосковско друштво, које више није могло да утиче на власти, изгласало је да не постоји, а Грабарова комисија за наслеђе је распуштена неколико месеци касније. Грабаров утицај на предстојећа рушења сада се свео на писање молби Стаљину, као што је био случај са Сухарјевом кулом 1933–1934.
Грабар је био супервизор још једну њујоршке изложбу, овога пута икона, 1931. и насликао низ званичних „епова социјалистичког реализма “, али управо је Светланин портрет из 1933. дао огромну и нежељену експозицију у земљи и иностранству. Сам Грабар је овај портрет, насликан у једном дану, оценио међу најбољима. Јавност је идентификовала њен насловни субјект као никога другог до Стаљинову ћерку (која је рођена 1926 и није могла бити Грабарова тема али је легенда опстала све до 1960-их). Новостечени опасан публицитет, или његово раније дружење са Наталијом Седовом и другим троцкистима приморали су Грабара да се повуче у релативну опскурност. Наставио је да слика и написао своју аутобиографију која је била спремна за штампу у јуну 1935. године, али је била на листи забрањених дела све до објављивање до марта 1937. Супротно комунистичкој политици у Аутобиографији је цењена „формалистичку“ уметност Мир Искуства и одбацивала „неке критичаре који примењују марксистичку анализу“ као крајње неспособне. Исте 1937. Грабар је објавио Иљу Рјепина што му је донело Државну награду четири године касније и почео да пише Серов. До 1940. године, чврсто се вратио у совјетски естаблишмент и био је приказиван у пропагандистичким филмским радовима произведеним за дистрибуцију у нацистичкој Немачкој.

### Други светски рат и каснији период
У јуну 1943. године, Грабар је предложио компензацију совјетског уметничког блага уништеног у Другом светском рату, тако што би друге уметнине биле одузете Немачкој. Састављање циљне листе немачког блага је било једноставно, али процена сопствених губитака није била: до марта 1946. само је девет од четрдесет великих музеја могло да обезбеди попис губитака. Влада је искористила Грабаров предлог као димну завесу: док је Грабаров заменик Виктор Лазарев са савезницима расправљао о легалности правичних репарација, совјетске „трофејне бригаде“ су практично завршиле масовну кампању организоване пљачке.
Грабар је консултовао Јосифа Стаљина у припремама за 800-годишњи јубилеј Москве који је прослављен 1947. Убедио је Стаљина да врати ранију функцију некадашњем манастиру Светог Андроника, некада претворен у затвор, ако не цркви, онда некој уметничкој заједници. Остаци манастира, које је обновио Петар Барановски, су постали Музеј старе руске уметности Андреја Рубљова (Грабар је подржао сумњиво „откриће“ Барановског наводног гроба Андреја Рубљова). Грабар је, као старији у уметничкој заједници, задржао извесну независност од идеолошког притиска, на шта указује његова читуља емигранту Леониду Пастернаку из 1945. штампана у Совјетској уметности.
Ствари нису увек ишле глатко: 1948. Грабар је ухваћен у још једној кампањи против насумичних мета у свету уметности и науке. Задржао је своје административне и универзитетске послове и 1954. био је коаутор Руске архитектуре прве половине 18. века, ревизионистичке студије о том периоду која је одбацила знање које су колеге историчари прикупили пре 1917. Међутим, направио је изузетак за своја дела која су наводно „правилно разумела“ тему. Супротно Грабаровом сопственом схватању односа између култура Истока и Запада представљеног у Историји, али у складу са правилима совјетске историографије, представљене су тврдње „Руси из 18. столећа не дугују ништа странцима” и наглашена је улога народне архитектуре у односу на „пристојну архитектуру”. Ове нетачне теорије, које се данас лако одбацују, чиниле су доминантне ставове међу послератном генерацијом совјетских историчара уметности.
Након Стаљинове смрти, Грабар је био први који је јавно осудио социјалистички реализам и одао заслуге за уметничка достигнућа некада прогнаним Аристарху Лентуловом и Петру Кончаловском. „Непотопиви“ Грабар је добио погрдне надимке Угор Обмануилович („јегуља варалица“) и Ирод Грабер („Ирод разбојник“). Барановски и Хлебникова су приметили да је реакцију против Грабара често изазивао његов рад на челу комисија за набавку музеја: осредњи уметници су били љути на њега због одлука о куповини уметнина и добијеним ценама.